# Іркутськ (аеропорт)
Міжнародний аеропорт Іркутськ (IATA: IKT, ICAO: UIII) — аеропорт на околиці міста Іркутськ, Росія, за 60 км від берега озера Байкал.
Аеропорт є хабом для:
- Angara Airlines
- IrAero
- Nordwind Airlines
- S7 Airlines
- Ural Airlines[en]
- Yakutia Airlines[en]

## Приймаємі типи повітряних суден
Без обмежень летовище може приймати повітряні судна III класу вагою від 10 до 30 тонн і класу IV вагою до 10 тонн.
Аеропорт має допуск на прийом таких типів повітряних суден:
Ан-24, Ан-140, Ан-148, Ил-62, Ил-76, Ил-96, Ил-114, Ту-134, Ту-154, Ту-204, Ту-214, Airbus A310, Airbus A319/320/321, Airbus A330 (з обмеженнями), ATR 42, ATR 72, Boeing 737, Boeing 747 (з обмеженнями), Boeing 757, Boeing 767, Boeing 777, Bombardier CRJ 100/200, Sukhoi Superjet 100
За спеціальним дозволом ФАВТ приймався Ан-124-100 «Руслан»

## Авіалінії та напрямки, жовтень 2020

### Пасажирські

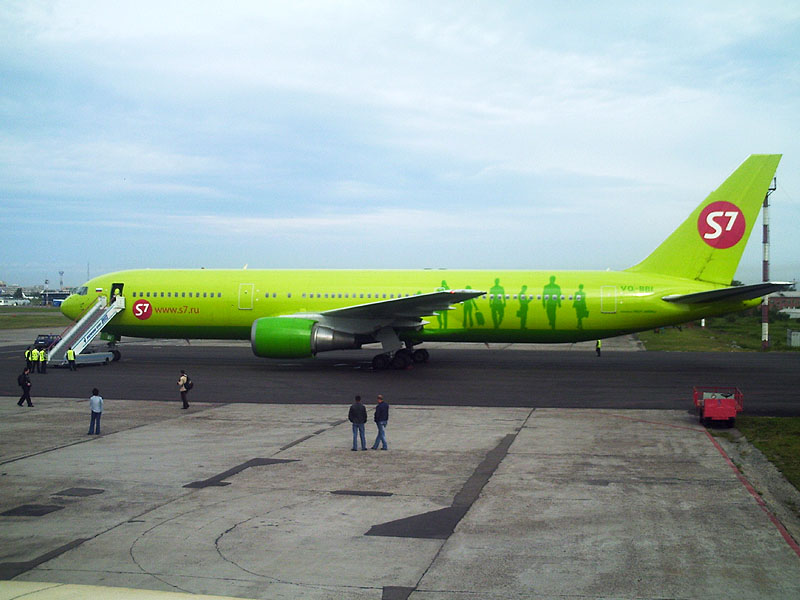
Boeing 767-300ER of "S7 Airlines"

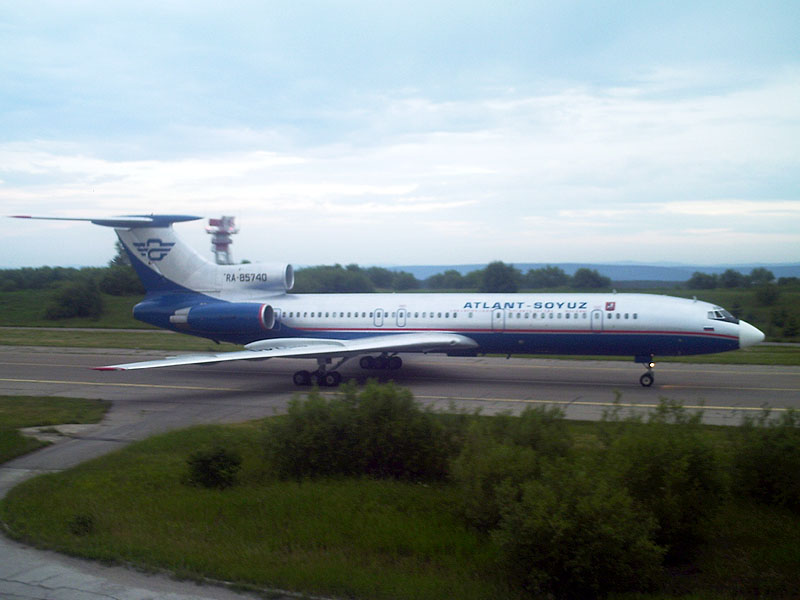
Tu-154M of "Atlant-Soyuz"

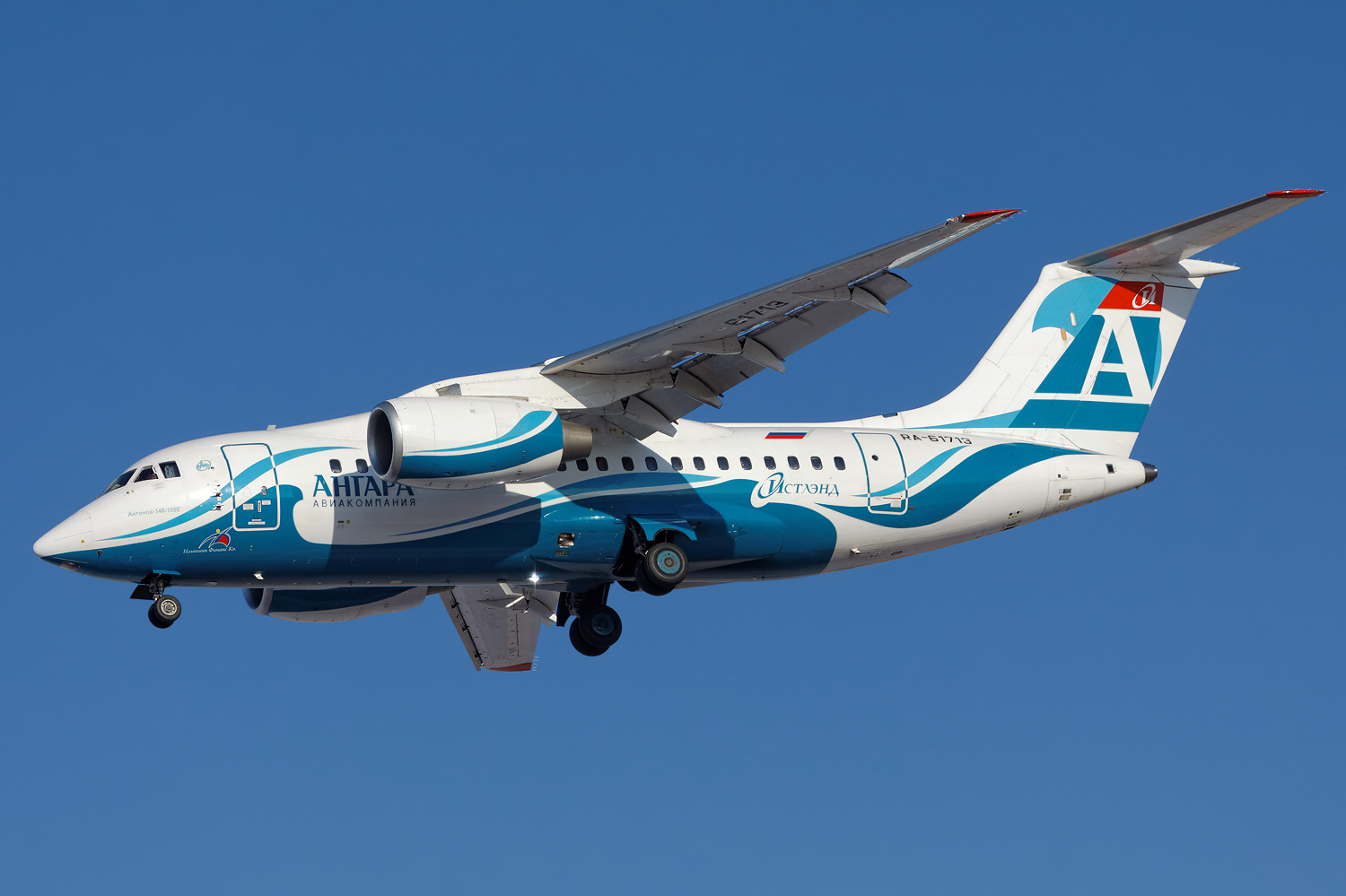
Angara Airlines Antonov An-148 landing at Irkutsk Airport.

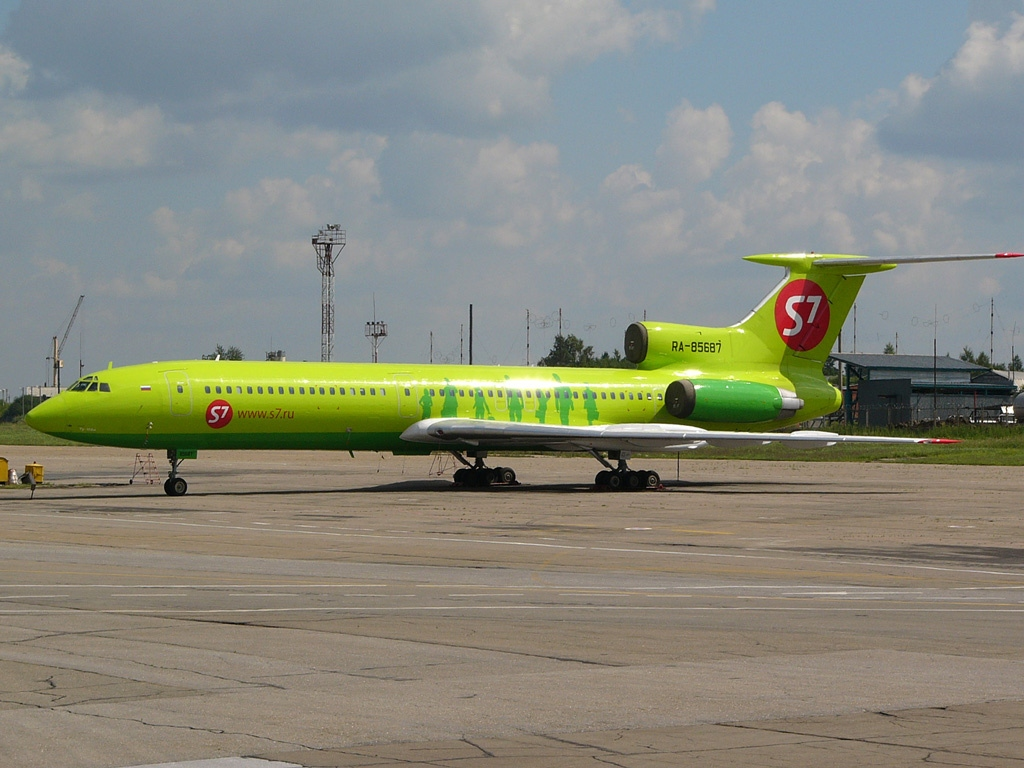
S7 Airlines Tupolev Tu-154M in new livery parked at Irkutsk Airport.

| Авіакомпанія                | Пункт призначення |
| --------------------------- | --- |
| Aero Mongolia               | Улан-Батор |
| Aeroflot                    | Москва-Шереметьєво, Хабаровськ |
| Alrosa Mirny Air Enterprise | Ленськ, Мирний, Удачний |
| Angara Airlines             | Бодайбо, Братськ, Чита, Єрбогачен, Хабаровськ, Кіренськ, Красноярськ-Ємельяново, Мама, Мирний, Новосибірськ, Ольокминськ, Полярний, Талакан, Улан-Батор, Усть-Кут, Владивосток, Якутськ Сезонний: Сочі                                                                              |
| Avia Traffic Company        | Бішкек, Ош |
| Аврора                      | Хабаровськ |
| China Southern Airlines     | Шеньян Сезонний: Харбін |
| Hainan Airlines             | Пекін-Столичний |
| IrAero                      | Барнаул,Благовєщенськ, Бодайбо, Братськ, Чита, Харбін, Хабаровськ, Карші, Красноярськ-Ємельяново, Ленськ, Магадан, Маньчжурія, Москва-Домодєдово, Нижньовартовськ, Новосибірськ, Омськ, Ст Петербург, Шеньян, Ташкент, Улан-Уде, Усть-Кут, Владивосток, Якутськ Сезонний: Геленджик |
| Juneyao Airlines            | Сезонний: Шанхай-Пудун |
| Korean Air                  | Сезонний: Сеул-Інчхон |
| Lucky Air                   | Шуанлю |
| NordStar                    | Кизил, Новосибірськ |
| Pegas Fly                   | Хабаровськ |
| Pobeda                      | Москва–Внуково |
| Polar Airlines              | Ленськ |
| S7 Airlines                 | Бангкок-Суварнабхумі, Пекін-Дасин, Благовєщенськ, Братськ, Гуанчжоу-Байюнь, Гонконг, Москва-Домодєдово, Камрань, Новосибірськ, Петропавловськ-Камчатський, Пхукет, Ст Петербург, Санья, Сеул-Інчхон, Сімферополь, Талакан, Токіо-Наріта, Улан-Уде, Владивосток, Южно-Сахалінськ     |
| SiLA                        | Улан-Уде |
| Smartavia                   | Москва-Домодєдово |
| Somon Air                   | Душанбе |
| Tianjin Airlines            | Ерен-Хото Сезонний: Баотоу, Чунцин |
| Ural Airlines               | Бангкок-Суварнабхумі, Пекін-Дасин, Лунцзя, Харбін, Хабаровськ, Москва-Домодєдово, Ордос, Владивосток, Єкатеринбург |
| Urumqi Air                  | Урумчі |
| UTair Aviation              | Красноярськ-Ємельяново, Сургут, Томськ |
| Uzbekistan Airways          | Ташкент |
| Yakutia Airlines            | Чита, Нерюнгрі, Ташкент, Якутськ |
| Yamal Airlines              | Красноярськ–Ємельяново |

### Вантажні
| Авіакомпанія          | Пункт призначення     |
| --------------------- | --------------------- |
| China Postal Airlines | тільки чартерні рейси |
| Волга-Дніпро          | Калькутта             |

## Ресурси Інтернету
- Офіційний вебсайт аеропорту Іркутськ